# Musikjahr 1678
Liste der Musikjahre

◄◄ | ◄ | 1674 | 1675 | 1676 | 1677 | Musikjahr 1678 | 1679 | 1680 | 1681 | 1682 | ► | ►►

Weitere Ereignisse
Dieser Artikel behandelt das Musikjahr 1678.

## Ereignisse
- 02. Januar: Die Oper am Gänsemarkt in Hamburg wird mit der geistlichen Oper Adam und Eva von Johann Theile eingeweiht. Aus dem ersten und wichtigsten bürgerlich-städtischen Theater im deutschen Sprachraum entwickelt sich später die Hamburgische Staatsoper. Mit der Eröffnung geht der erste Hamburger Theaterstreit einher.
- 19. Juni: Guillaume-Gabriel Nivers wird von König Ludwig XIV. als einer von vier Organisten der neu geschaffenen Stellen an der Chapelle Royale ernannt, zusammen mit Nicolas Antoine Lebègue (1631–1702), Jacques Thomelin (um 1635–1693) und Jean-Baptiste Buterne (um 1650–1727).
- Der 17-jährige Giacomo Antonio Perti komponiert seine erste Oper.
- Das von Tommaso Bezzi für die Familie Grimani konzipierte Teatro Malibran in Venedig wird während des Karnevals im Jahre 1678 mit einer Vorstellung des Vespasiano von Carlo Pallavicino eingeweiht.

## Instrumental- und Vokalmusik (Auswahl)
- Albertus Bryne – 5 dance movements
- Henry Purcell – 3 Parts upon a Ground, Z.731[1]
- Giovanni Buonaventura Viviani – Capricci armonici da chiesa e da camera, op. 4
- Bernardo Pasquini – Sant'Agnese
- Giovanni Paolo Colonna – Il transito di S. Giuseppe

Jean-Baptiste – Lully – Psyché Titelblatt des Librettos, Paris 1678

## Musiktheater
- 19. April: Die Tragédie lyrique in einem Prolog und fünf Akten Psyché (Oper) von Jean-Baptiste Lully (Musik) mit einem Libretto von Thomas Corneille nach der Erzählung Amor und Psyche aus Apuleius’ Der goldene Esel wird im Palais Royal in Paris uraufgeführt.
- Giovanni Maria Bononcini – Astianatte
- Carlo Pallavicino – Il Vespasiano
- Johann Theile – Der erschaffene, gefallene und aufgerichtete Mensch

## Geboren

### Geburtsdatum gesichert

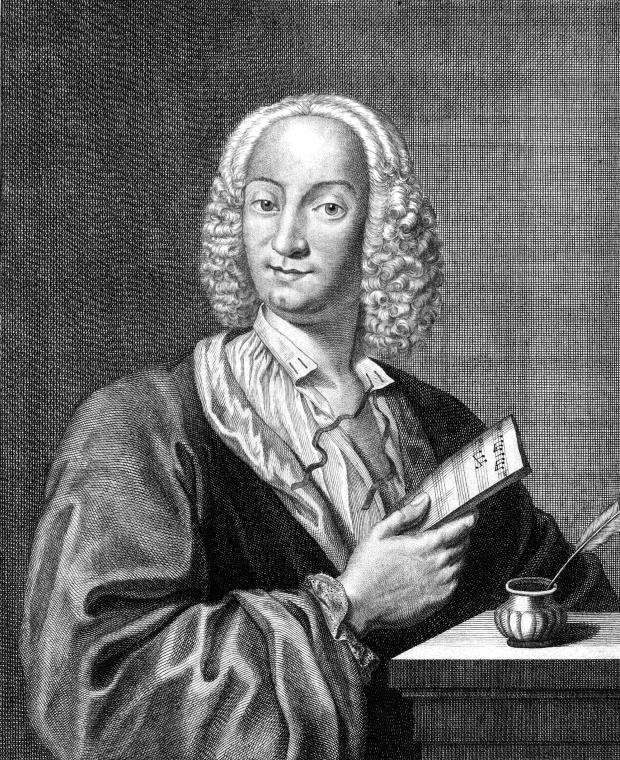
Antonio Vivaldi; * 4. März

- 04. März: Antonio Vivaldi, italienischer Komponist († 1741)
- 16. Mai: Andreas Silbermann, deutscher Orgelbauer aus dem Elsass († 1734)
- 06. Juli: Nicola Francesco Haym, italienischer Cellist, Komponist und Librettist († 1729)
- 18. November: Giovanni Maria Angelo Bononcini, italienischer Geiger, Cellist, Posaunist, Organist und Komponist († 1753)
- 30. Dezember (getauft): William Croft, britischer Organist und Komponist († 1727)

### Geboren vor 1678
- Martin Vater, deutscher Orgelbauer († nach 1721)

### Geboren um 1678
- Jakob Joseph Kohaut, böhmischer Lautenist († 1762)

## Gestorben

### Todesdatum gesichert
- 07. Januar: Johann Flittner, deutscher lutherischer Geistlicher, Kirchenlieddichter und Komponist (* 1618)
- 00. März: Jacques Hardel, französischer Komponist und Cembalist (* um 1643)
- 28. Mai: Daniel Herz, deutsch-österreichischer Orgelbauer (* 1618)
- 05. August: Juan García de Zéspedes, Komponist (* 1619)
- 17. August: Karl Ortlob, deutscher evangelischer Geistlicher, Kirchenlieddichter (* 1628)
- 28. September: Maurizio Cazzati, italienischer Komponist (* 1616)
- 27. Oktober: John Jenkins, englischer Komponist, Gambenspieler und Lautenist (* 1592)
- 18. November: Giovanni Maria Bononcini, italienischer Violinist und Komponist (* 1642)
- 28. November: Johann Ludwig Faber, deutscher Kirchenlieddichter (* 1635)

### Genaues Todesdatum unbekannt
- Johann Georg Franz Braun, deutschböhmischer katholischer Kantor, Komponist und Gesangbuchherausgeber (* vor 1630)
- Tullio Cima, italienischer Notar, Komponist und Kapellmeister (* 1595)
- Christian Förner, deutscher Orgelbauer (* 1609)

### Gestorben um 1678
- Chiara Margarita Cozzolani, italienische Komponistin (* 1602)
- Leonora Duarte, niederländisch-belgische Komponistin (* 1610)